# Тарасов, Николай Григорьевич (Герой Советского Союза)
Никола́й Григо́рьевич Тара́сов (29 декабря 1915 — 4 августа 1961) — советский военный деятель, полковник Рабоче-крестьянской Красной Армии (с 1946 года — Советской армии), участник Великой Отечественной войны — командир танковой роты 8-й гвардейской танковой бригады (20-й танковый корпус, 5-я гвардейская танковая армия, 2-й Украинский фронт). Герой Советского Союза (13 сентября 1944 года).

## Биография
Родился 29 декабря 1915 года в Москве в семье рабочего. Русский. Окончил школу ФЗУ и рабфак. Работал механиком.
В 1937 году призван на службу в Красную Армию. Участник советско-финской войны 1939—1940 годов. Окончил военное пехотное училище в 1941 году, Курсы усовершенствования командного состава в 1942 году.
С апреля 1942 года — участник Великой Отечественной войны.
В 1943 году стал членом ВКП(б)/КПСС.
В январе 1944 года с ротой первым ворвался в населённые пункты Оситняжка, Лебедин и Шпола (Черкасская область, Украина): уничтожил один танк, 6 орудий, до 150 солдат и офицеров противника.
В районе города Звенигородка с ротой уничтожил 8 автомашин, 18 повозок, более взвода солдат неприятеля.
В ходе боёв за Лысянку с ротой подбил 2 танка, уничтожил 4 орудия, 4 пулемёта, 2 бронетранспортёра и более 400 солдат и офицеров противника.
Указом Президиума Верховного Совета СССР от 13 сентября 1944 года за мужество, отвагу и героизм, проявленные в борьбе с немецко-фашистскими захватчиками, гвардии старшему лейтенанту Тарасову Николаю Григорьевичу присвоено звание Героя Советского Союза с вручением ордена Ленина и медали «Золотая Звезда» (№ 4407).
В 1949 году окончил Военную академию бронетанковых и механизированных войск, в 1958 году — Курсы усовершенствования командного состава при Военной академии Генштаба. С 1961 года в звании полковника уволен в запас. Жил в городе Борисов Минской области (Беларусь).
Награждён орденом Ленина, двумя орденами Красного Знамени, орденом Отечественной войны 2-й степени, тремя орденами Красной Звезды, медалями.
Умер 4 августа 1961 года, похоронен в Москве на Новодевичьем кладбище (участок 8).

## Награды
- Герой Советского Союза (13 сентября 1944 года);
- орден Ленина (13 сентября 1944 года);
- два ордена Красного Знамени;
- орден Отечественной войны II степени;
- три ордена Красной Звезды;
- медали.